# Primian (Kemnath)
St. Primian ist ein Katakombenheiliger, dessen Gebeine in der Pfarrkirche von Kemnath aufbewahrt und verehrt werden. Es ist unklar, ob die Gebeine einem der als Heiliger verehrten Personen mit Namen Primian aus der Zeit des Frühchristentums zugeordnet werden können.

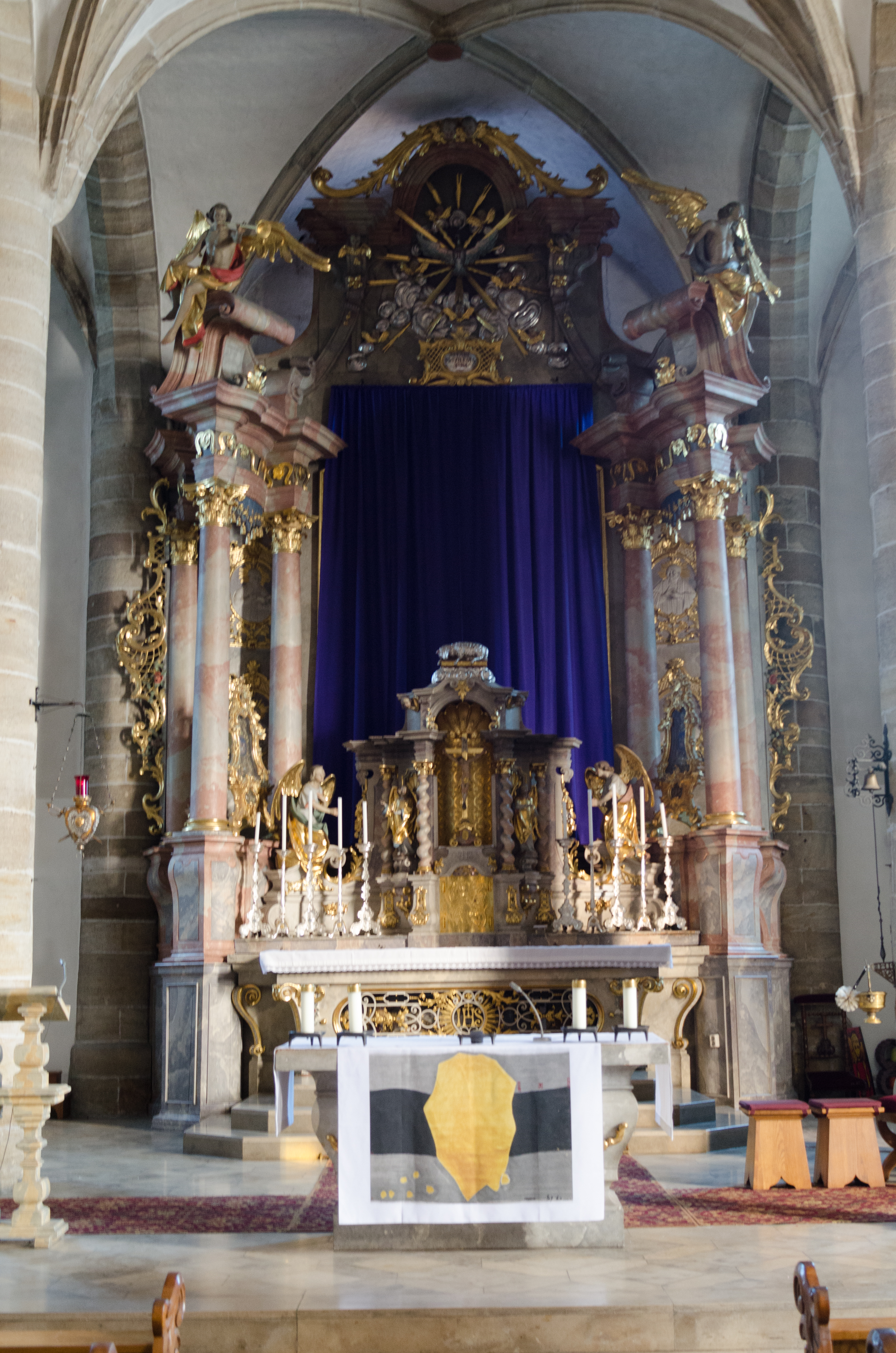
Hochaltar der Stadtpfarrkirche Kemnath mit den eingebetteten Gebeinen des hl. Primian

Von Bischof Wartenberg hatte Pfarrer Arckhauer die Nachricht erhalten, dass in Rom die Überführung der Gebeine des heiligen Primian Zustimmung gefunden hatte. Daraufhin begab er sich am 7. August 1692 nach Regensburg, um das Kästlein mit den Gebeinen und dessen Authentica in Empfang zu nehmen. Unter Zeugen wurde der Reliquienschrein am 10. August 1692  in Kemnath unter anwesenden Zeugen geöffnet und dann an den Franziskanerfrater Humilius übergeben, der die Gebeine mit romanischen und venezianischen Kleinodien ausstattete und auf einem karmesinroten Samt präsentierte.
Da der Bischof verhindert war, übernahm der Abt Godefrido von Speinshart die feierliche Überführung in die Pfarrkirche; diese fand am 31. Mai 1693 statt. In Anwesenheit einer überwältigenden Zahl von Gläubigen fand eine Prozession mit Trompetern und Paukern zu Pferd vom Kloster zur Stadtpfarrkirche statt. Auf einem Podest wurde u. a. ein „lebendes Bild“ des Märtyrers Primian dargestellt, wie er unter einem römischen Tyrannen zur Anbetung von Götzen gezwungen wurde. Für die Übertragung war eine 50 Schuh hohe Ehrenpforte bei der Stadtpfarrkirche errichtet worden. Nach der Predigt durch Pater Tiburtius wurde der Heiligenschrein „cum Jubilo“ erhoben und zum Hochaltar der Kirche übertragen. Eine Woche lang wurden jeden Tag eine heilige Messe und eine Predigt abgehalten, dann wurden am siebten Tag nach der Vesper die Gebeine in dem Altar beigesetzt, wo sie heute noch in einem Glasschrein unter dem Hochaltartisch zu sehen sind.

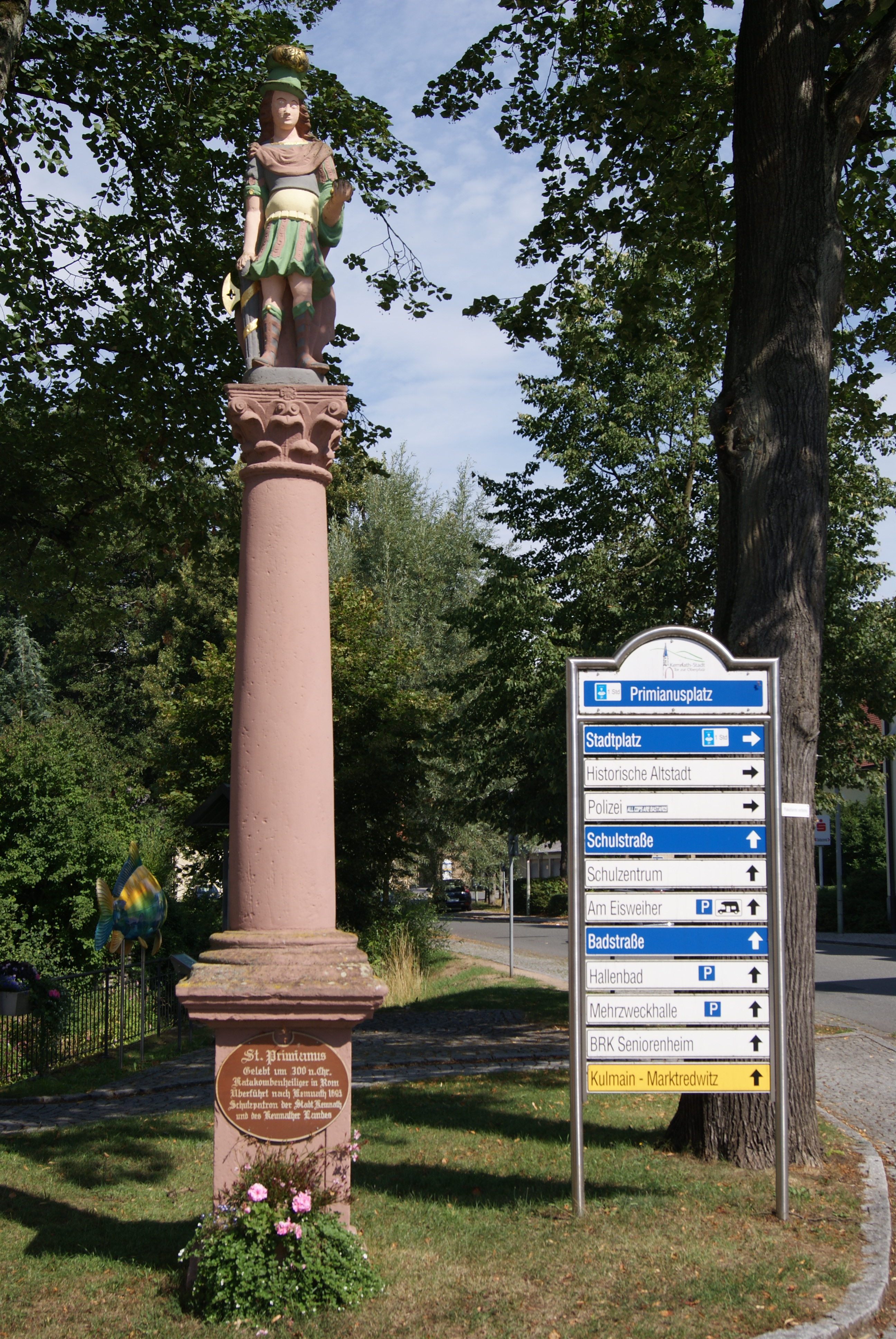
Säule des hl. Primian in Kemnath auf dem Primianusplatz

Am 11. Juni 1695 wurden in Kemnath zwei Ehrensäulen errichtet, die vor dem oberen Tor war der Allerheiligsten Dreifaltigkeit gewidmet, die am unteren Tor dem hl. Primian, der nicht nur als Patron der Stadt, sondern für das ganze Dekanat Kemnath verehrt wurde. Beide Säulen wurden von Pfarrer Arckhauer finanziert, in jede Säule wurde ein Kreuzpartikel eingelassen. Eine gewisse Zeit lang wurden an den Säulen öffentliche Litaneien, unterstützt von einem Chor, gesungen, und mit einem Segen wurde der Gottesdienst beendet.